# Huế (municipalità)
Hue (vietnamita: Huế) è una municipalità del Vietnam, della regione di Bắc Trung Bộ. Occupa una superficie di 4.947,11 km² e ha una popolazione di 1.236.393 abitanti. Sorge lungo le rive del Fiume dei Profumi.
Nel 2024, l'Assemblea nazionale del Vietnam ha votato e approvato una risoluzione per stabilire la città di Huế come municipalità direttamente controllata, basata sull'intera provincia di Thừa Thiên Huế. Allo stesso tempo, l'ex città provinciale di Huế è stata divisa in due nuovi distretti, il distretto di Phú Xuân e il distretto di Thuận Hóa. La municipalità di Huế è entrata ufficialmente in funzione nel 2025.

## Storia
La localizzazione della città di Huế venne scelta su base cosmologica, in quanto si trovava in una valle fluviale circondata da cinque montagne (i cinque elementi) e difesa ad ogni estremità da un passo, tra cui il famoso colle delle Nuvole. L'antica città reale, dove oggi sorge la cittadella, venne costruita su un asse nord-sud perpendicolare al fiume e al monte Ngự Bình ("scrigno reale"), in modo che il palazzo reale fosse protetto dalle cattive influenze provenienti da sud.
Nel 1036 la città venne annessa al Vietnam governato dai Đại Việt, poi passò sotto il controllo dei Champa. Quando la principessa Huyền Trân, figlia di Trần Anh Tông, sposò il re champa Jaya Simhavarman III (Chế Mân), venne formata la provincia di Thuận Hóa con capitale il villaggio di Phu Xuan, l'antesignano di Huế.
Huế fu capitale della dinastia Nguyễn dal 1802 al 1945. Nel 1963 fu al centro della crisi buddista del Vietnam che sfociò nel rovesciamento di Ngô Đình Diệm e continuò a essere un punto focale dopo l'offensiva del Têt avvenuta nel 1968 durante la guerra del Vietnam. In quell'offensiva la città fu esposta a un massacro da parte del Fronte di Liberazione Nazionale, che si impossesò della cittadella e uccise 3000 persone.
Dopo gli accordi di Parigi del 1973 la difesa della città venne messa in primo piano da parte del presidente Nguyễn Văn Thiệu, ma il 26 marzo 1975 venne occupata dal Quân Đội Nhân Dân Việt Nam (esercito popolare vietnamita).
Dopo un periodo di crisi, la città ridivenne capoluogo della provincia di Thua Thiên. Vennero ristrutturati diversi edifici storici e incrementò il turismo.

## Distretti
- Distretti urbani (quận)
  - Phú Xuân
  - Thuận Hóa
- Cittadine (thị xã)
  - Hương Thủy
  - Hương Trà
  - Phong Điền
- Distretti rurali (huyện)
  - A Lưới
  - Phú Lộc
  - Phú Vang
  - Quảng Điền